# Активний (річковий монітор)
«Активний» - корабель Військово-морського флоту СРСР, річковий монітор. Єдиний корабель проекту СБ-30, другий монітор, побудований на заводі "Кузня" у Києві.  

## Конструкція
Корабель приводився у рух двома дизельними двигунами загальною потужністю 540 кінських сил, які забезпечували швидкість корабля до 8 - 9 вузлів. Його повна водотоннажність складала 314 тон. Головне озброєння - дві 102 міліметрові гармати, розміщенні у одній баштовій установці, яка була фактично єдиною надбудовою корабля. На її даху розміщувалась бойова рубка.  Ще дві 45 міліметрових гармати знаходилися в двох баштах на носі та кормі корабля.   

## Служба
Спочатку призначався для поповнення Дніпровської флотилії. Але через загострення ситуації на Далекому Сході у зв'язку з окупацією Маньчжурії Японією, по секціях перевезений до Хабаровська і там складений. Входив до складу Амурської флотилії.  
Брав участь в Маньчжурської наступальної операції 9 серпня - 2 вересня 1945 року. 
12 січня 1949 року віднесений до підкласу річкових моніторів, 11 квітня 1952 року виведено з бойового складу, перейменований в «Кенга» і переформований у навчальний корабель, а 11 червня 1953 року роззброєний, виключений зі списків ВМФ. Розібраний в 1957 році. 